# Sakda Kumkun
Sakda Kumkun (thailändisch ศักดา คุ้มกัน, * 12. August 1990 in Kanchanaburi) ist ein thailändischer Fußballspieler.

## Karriere
Sakda Kumkun spielte bis Ende 2010 beim Prachinburi FC in Prachin Buri. 2011 wechselte er zum Phetchaburi FC. Der Verein aus Phetchaburi spielte in der damaligen dritten Liga, der Regional League Division 2, in der Cental-Eastern-Region. Der Lampang FC, ein Drittligist aus Lampang, der in der Northern Region spielte, nahm ihn 2012 unter Vertrag. Die Saison 2013 stand er für den Ligakonkurrenten Phrae United FC aus Phrae auf dem Spielfeld. 2014 kehrte er für eine Saison nach Lampang zurück. 2015 ging er nach Hua Hin, wo er sich dem Drittligisten Hua Hin City FC anschloss. Hua Hin spielte in der Central-Western-Region. Der neugegründete Verein Internazionale Pattaya aus Pattaya nahm ihn Anfang 2016 unter Vertrag. Nachdem der Verein während der Hinserie vom Verband gesperrt wurde, unterschrieb er Mitte 2016 einen Vertrag beim Zweitligisten Angthong FC in Ang Thong. Anfang 2018 wurde er von Angthong an den Drittligisten Simork FC ausgeliehen. Hier spielte er die Hinrunde der Saison. Nach der Ausleihe kehrte er nicht nach Angthong zurück. Stattdessen unterschrieb er einen Vertrag bis zum Ende der Saison beim Erstligaabsteiger Sisaket FC. Mit dem Klub aus Sisaket spielte er in der zweiten Liga, der Thai League 2. Anfang 2019 nahm ihn der Drittligist Bangkok FC aus Bangkok unter Vertrag. Von dort wechselte der Innenverteidiger  dreieinhalb Jahre später weiter zum Erstligisten Police Tero FC. Für Police bestritt er zwei Erstligaspiele. Im Juli 2023 wechselte er in die dritte Liga. Hier schloss er sich dem in der Bangkok Metropolitan Region spielenden Bangkok FC an. Die Saison 2023/24 feierte er mit dem Verein die Meisterschaft der Region sowie den Aufstieg in die zweite Liga.

## Erfolge
Bangkok FC
- Thai League 3 – Bangkok Metropolitan: 2023/24  ▲